# Социалистическая рабочая партия (Дания)
Социалистическая рабочая партия, СРП (дат. Socialistisk Arbejderparti, SAP) — леворадикальная политическая партия в Дании, секция Четвёртого интернационала.

## Программные установки
В принятом на конференции 2006 года документе «Что такое программа СРП?» говорится:

«Основная цель наших усилий как социалистов — уничтожение эксплуатации, угнетения и отчуждения. Это означает, что мы выступает за уничтожение капитализма и утверждения такой общественной системы, переходной к социализму, где рабочий класс и его союзники возьмут власть».

## Краткая история
В 1972 году в результате объединения датской секции Четвёртого интернационала и организации «Молодёжный социалистический форум» была учреждена Революционная социалистическая лига (РСЛ, Revolutionære Socialisters Forbund). Тогда же новая организация становится новой датской секцией Четвертого интернационала. Лига начала издание газеты «Klassekampen» (Классовая борьба). К 1979 году численность организации достигает около 200 человек. Основные отделения РСЛ находились тогда в Копенгагене и Орхусе, также имелись отделения в других городах. РСЛ занималась агитацией среди профсоюзных активистов.
В 1980 году РСЛ преобразовалась в Социалистическую рабочую партию. СРП участвовала во всеобщих выборах в 1981, 1984 и 1987 годах, однако в парламент не прошла. В 1989 году стала одним из соорганизаторов Красно-зелёной коалиции. В настоящее время партия издает еженедельную газету «Socialistisk Information». По итогам европейских выборов 2009 года член СРП и Красно-зеленой коалиции Сёрен Бо Сённергор, баллотировавшийся от Народного движения против ЕС, получил кресло депутата Европарламента.

## Скандал с карикатурами на пророка Мухаммеда
Партия выступила резко против публикации в датских СМИ карикатур на пророка Мухаммеда, считая их провокационными. На XXII национальной конференции СРП, проходившей в феврале 2006 года, была принята резолюция, в которой говорилось:

«Все участники скандала — с одной стороны, JP, Пия Кьярсгор (лидер партии DF) и Андерс Фог, с другой, Абу Лабан (датский имам), «Хезболла» и президент Сирии Башар аль-Асад, имели свой интерес в этом конфликте, в нагнетании напряженности, взвинченности и агрессии. И они до некоторой степени преуспели. Людей оказалось легко вывести из себя, многие мусульмане были оскорблены карикатурами. Тем временем датская DF повышала свои рейтинги, поскольку большинство датчан и других народов в самом деле боятся потерять право на свободу выражения и другие демократические права».